# ×Gonimara
×Gonimara és un gènere de plantes híbrides, que prové d'una barreja d'espècies dels gèneres Gonialoe i Kumara. Tanmateix, només es registra un únic híbrid per a aquesta barreja, ×  Gonimara corderoyi (abans Aloe × corderoyi), un híbrid d'àloe inusual i suposadament molt atractiu, registrat com produït per la pol·linització entre Gonialoe variegata i Kumara plicatilis (abans Aloe plicatilis).

## Nom i història
Alwin Berger va registrar el 1904 (Kakteenkunde 14:61) que aquest híbrid es cultivava als Kew Gardens i un altre a La Mortola, on va registrar que va florir per primera vegada el maig de 1907. Va registrar que era resistent a l'hivern i el va batejar amb el nom del senyor Justus Corderoy que li va donar la planta. Va registrar que el senyor Corderoy el va adquirir de "Didcot" a Blewbury, Anglaterra, un horticultor de suculentes.

## Descripció
No se sap si aquest híbrid encara existeix en cap dels jardins botànics on es va informar.

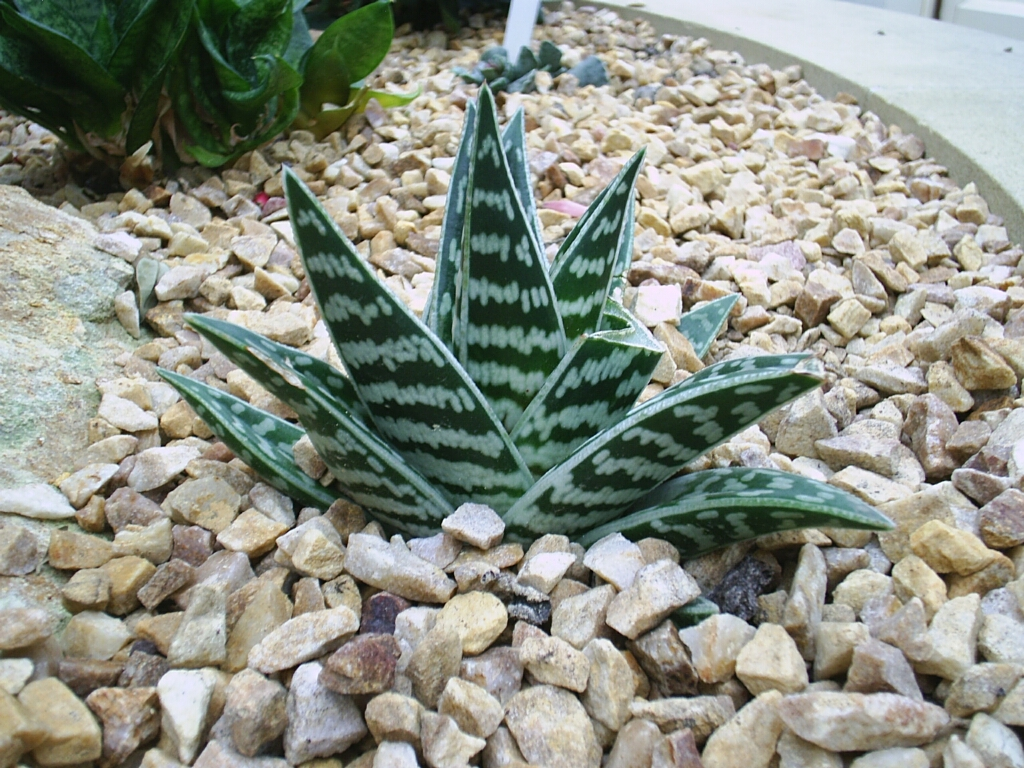
Gonialoe variegata, un dels pares de l'híbrid.
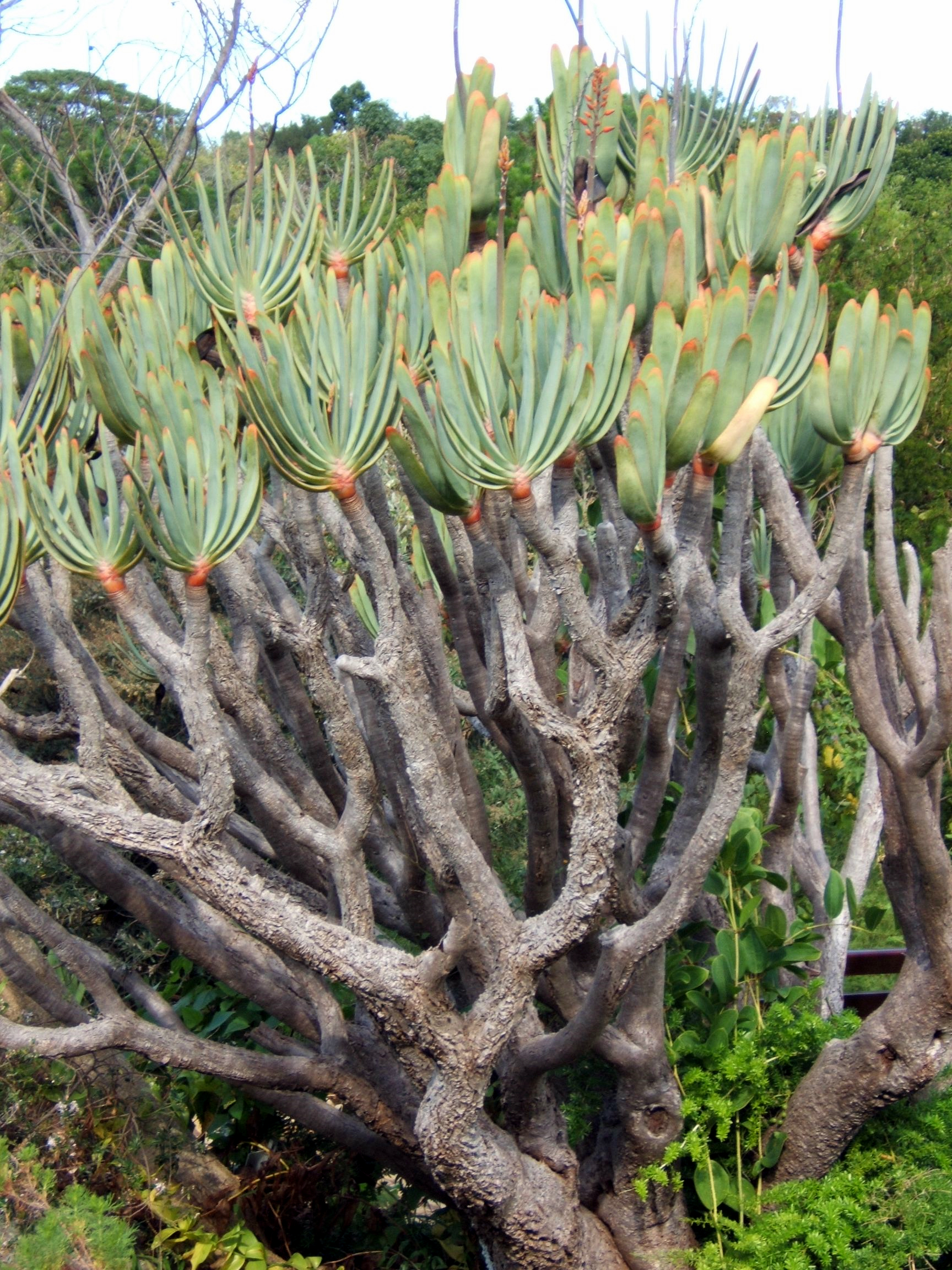
Kumara plicatilis, un altre pare de l'híbrid.